# Dah
Dah (serb. Дах) – jugosłowiański zespół rockowy.

## Historia
Zespół założyli Zlatimir Manojlović (gitara) i Branislav Marušić (wokal, gitara). W 1975 roku zespół zmienił nazwę na Land. W 1976 roku powrócono do poprzedniej nazwy Dah. W tym samym roku, z powodu powołania do służby wojskowej w armii jugosłowiańskiej lidera grupy Zlatimira Manojlovicia, zespół rozpadł się.

## Dyskografia

### Albumy studyjne
- Veliki cirkus (Jugoton, 1974)
- Cool Breeze (Jupiter Records, 1975)
- Povratak (Diskos, 1976)

### Single
- Ne laži draga / Ti si ta (Jugoton, 1972)
- Ako poželiš / Noćna buka (Jugoton, 1973)
- Samo jedna noć / Cvrčak (Jugoton, 1973)
- Gitareska / Ti si ta (Studio B, 1974)
- Mali princ / Ime (Studio B, 1974)
- Šošana / Please, Don't Say Nothing (Diskos, 1975)
- Šošana (Polydor Records, 1975)
- Žeđ / Misli (Diskos, 1976)
- Tomorrow / Under The Sky (Diskos, 1977)